# Leichtathletik-Weltmeisterschaften 2011/Teilnehmer (Aserbaidschan)
| Gelbes Symbol für Goldmedaillen mit stilisierten Olympischen Ringen | Graues Symbol für Silbermedaillen mit stilisierten Olympischen Ringen | Braundes Symbol für Bronzemedaillen mit stilisierten Olympischen Ringen |
| ------------------------------------------------------------------- | --------------------------------------------------------------------- | ----------------------------------------------------------------------- |
| —                                                                   | —                                                                     | —                                                                       |

Der Leichtathletik-Verband Aserbaidschans stellte bei den Leichtathletik-Weltmeisterschaften 2011 im koreanischen Daegu einen Teilnehmer.

## Ergebnisse

### Männer

#### Sprung/Wurf
| Athlet          | Disziplin  | Qualifikation | Qualifikation | Finale        | Finale        |
| Athlet          | Disziplin  | Weite/Höhe    | Platz         | Weite/Höhe    | Platz         |
| --------------- | ---------- | ------------- | ------------- | ------------- | ------------- |
| Dzmitry Marshin | Hammerwurf | 70,04 m       | 26            | ausgeschieden | ausgeschieden |